# Stawiereje-Michałowięta
Stawiereje-Michałowięta – wieś w Polsce położona w województwie podlaskim, w powiecie wysokomazowieckim, w gminie Szepietowo.
W latach 1975–1998 miejscowość administracyjnie należała do województwa łomżyńskiego.
Wierni kościoła rzymskokatolickiego należą do parafii św. Anny w Dąbrówce Kościelnej.

## Historia
Stawiereje-Jakubowięta i Stawiereje-Michałowięta zostały wymienione przez Zygmunta Glogera w spisie miejscowości Ziemi bielskiej na podstawie taryfy dymów z 1775 r.
W roku 1827 miejscowość liczyła 16 domów i 87 mieszkańców.
Należała do Powiatu tykocińskiego, obwód łomżyński, województwo augustowskie.
Pod koniec wieku XIX wieś drobnoszlachecka w Powiecie mazowieckim, Gmina Szepietowo, parafia Dąbrówka Kościelna.
W 1921 r. naliczono tu 8 budynków z przeznaczeniem mieszkalnym oraz 64 mieszkańców (37 mężczyzn i 27 kobiet). Narodowość polską podały 63 osoby, a 1. białoruską.
W 2006 r. liczba mieszkańców wyniosła 50 osób, a 31 grudnia 2011 r. – 47 osób.

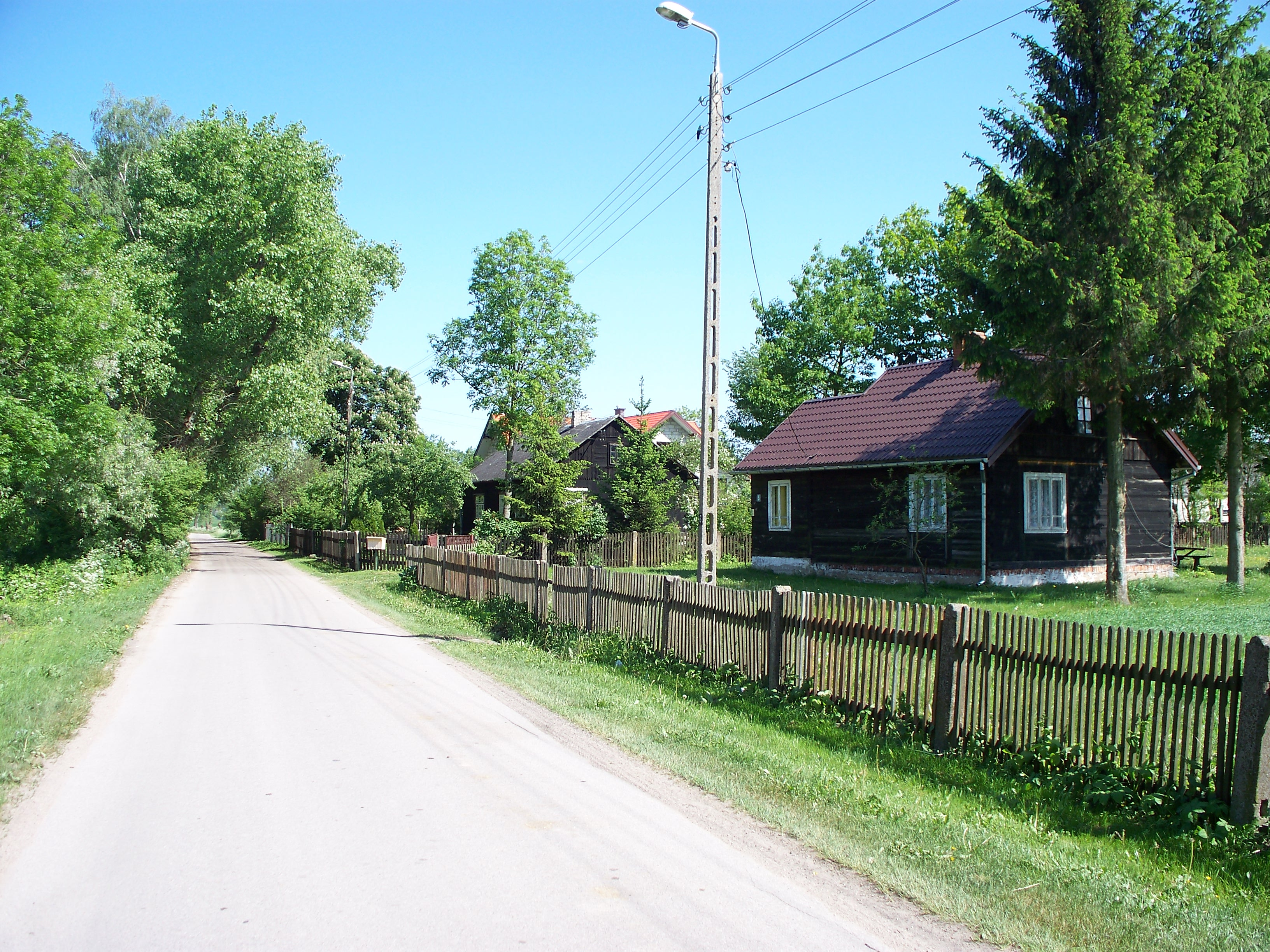
Fragment miejscowości

## Obiektyzabytkowe
- spichlerz drewniany z 1. połowy XX w.[13]